# Mitch Garver
Mitchell Lyn „Mitch“ Garver (* 15. Januar 1991 in Albuquerque, New Mexico) ist ein US-amerikanischer Baseballspieler in der Major League Baseball (MLB) auf der Position des Catchers. 2019 gewann er den Silver Slugger Award.

## Werdegang
Garver besuchte die La Cueva High School in Albuquerque und spielte College Baseball an der University of New Mexico. Er wurde in der neunten Runde des MLB Draft 2013 von den Minnesota Twins gedraftet. Garver spielte zunächst in den Farmteams der Minnesota Twins, bevor er am 19. August 2017 im Alter von 26 Jahren sein Debüt in der MLB für die Twins gegen die Arizona Diamondbacks gab. In dem Spiel hatte Garver ein Strikeout. Das Spiel gewannen die Twins mit 5 zu 0. Er lief weitere 22 Mal für die Twins auf und kam bis zum Ende der Saison auf eine Batting Average von .193 und drei Run Batted In (RBI). Garver schlug am 5. April 2018 seinen ersten Home Run in der MLB und wurde ab Mai desselben Jahres Stammspieler als Catcher.
Am 14. Mai 2019 im Spiel gegen die Los Angeles Angels erlitt Garver bei dem Versuch Shohei Ohtani an der Home Plate Aus zu machen eine Verstauchung des linken Knöchels und wurde daraufhin für zehn Tage auf die Verletztenliste gesetzt. Durch das Tag-Play an der Home Plate konnten die Twins die 4 zu 3-Führung halten. Garver lief trotz Verletzung 93 Mal für die Twins in der Saison 2019 auf und hatte in 311 At-Bats 31 Home Runs und 67 RBI. Für diese Leistung wurde er mit dem Silver Slugger Award ausgezeichnet.